# Graptodytes snizeki
Graptodytes snizeki är en skalbaggsart som beskrevs av Lars Hendrich 1993. Graptodytes snizeki ingår i släktet Graptodytes och familjen dykare. Inga underarter finns listade i Catalogue of Life.